# Maestro de ballet

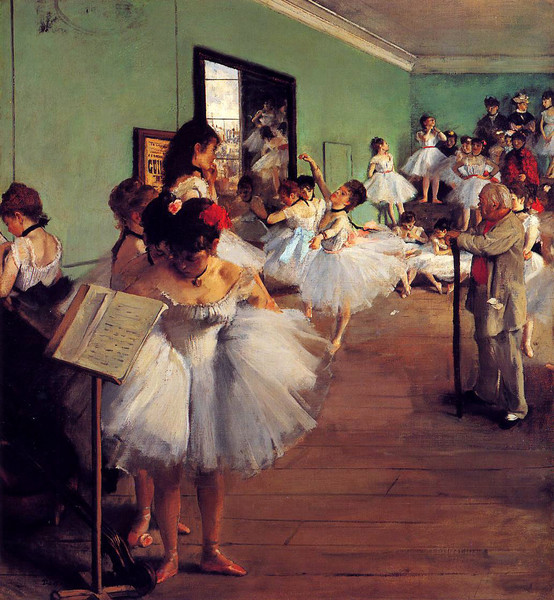
Maestro en La clase de danza (Edgar Degas)

Maestro de ballet es el término usado para designar al docente que dicta las clases y toma los ensayos tanto en una academia como en una compañía de ballet. Tradicionalmente dirige, enseña, y hace ensayar a los alumnos de una escuela o conservatorio o a los bailarines de una compañía, da clases diarias de ballet y ensaya con los bailarines para los ballets nuevos y actuales, creados por coreógrafos.
Generalmente los maestros de danza son autodidactas, pero esta tendencia se ha ido revirtiendo desde mitad del siglo XX al abrirse, en algunas universidades, la licenciatura en Docencia de Danza. La experiencia es un factor importante y muy apreciado en la docencia de danza y, los maestros que trabajan a nivel profesional -tanto en conservatorios como en escuelas y compañías de ballet- tienen muchos años de práctica docente.

## Maestros de ballet famosos
- Jean Dauberval (1742-1806): Maestro francés de ballet, reconocido como el padre del ballet cómico[1]
- Louis Gallodier (1734-1803)
- Jean-Baptiste Landé (d. 1748)
- Filippo Taglioni (1777-1871): Bailarín italiano y maestro de ballet en Estocolmo.[2]
- Jean Coralli (1779-1854)
- Carlo Blasis (1797-1878)
- August Bournonville (1805-1879)
- Paul Taglioni (1808-1883)
- Jules Perrot (1810-1892)
- Christian Johansson (1817-1903)
- Marius Petipa (1818-1910), Maître de Ballet, fue un maestro de ballet para los Teatros Imperiales en San Petersburgo y Moscú entre 1862 y 1903.
- Arthur Saint-Léon (1821-1870)
- Enrico Cecchetti (1850-1928), fue el creador del método que recibe su nombre.
- Lev Ivánov (1834-1901)
- Nikolái Legat (1869 - 1937),
- Agrippina Vagánova (1879-1951)
- Michel Fokine (1880-1942),
- George Balanchine (1904-1983)
- Frederick Ashton (1904-1988)
- Aleksandr Ivánovich Pushkin (1907-1970)
- María de Ávila (1920-2014) fue la creadora del Ballet de Zaragoza.
- Kenneth MacMillan (1929-1992)
- Vera Shvetsova (1929- )
- Rudolf Nuréyev (1938-1993)
- Anthony Dowell (1943- )